# Huey tlatoani
Huey tlatoani (svenska: "stora talare") var en benämning av tlatoani av Tenochtitláns, Texcocos och Tlacopans allians d.v.s. Aztekriket. Huey tlatoani var den högsta möjliga makthavaren i Aztekriket och bl.a. armés överbefälhavare. Ytterligare var han ansvarig för många viktiga religiösa ritualer eftersom huey tlatoani ansågs vara en himmelsk representant på jorden. Trots sin absoluta makt hade huey tlatoqueh många rådgivare från adliga klassen varav en var en senior rådgivare.
Fast Aztekrikets härskares titel brukas översätta som "kejsare", var det istället en valmonarki. Tenochtitláns kongressen bestod av cirka 30 män. Huey tlatoani valdes för livet.
År 1521 föll Tenochtitlán till spanska konkvistadorer men det fanns dock två huey tlatoqueh i staden.

## Lista över huey tlatoqueh
| Bild | Namn          | Mandatperiod |
| ---- | ------------- | ------------ |
|      | Acamapichtli  | 1375–1395    |
|      | Huitzilíhuitl | 1396–1417    |
|      | Chimalpopoca  | 1417–1426    |
|      | Itzcóatl      | 1427–1440    |
|      | Moctezuma I   | 1440–1469    |
|      | Axayácatl     | 1469–1481    |
|      | Tízoc         | 1481–1486    |
|      | Ahuízotl      | 1486–1502    |
|      | Moctezuma II  | 1502–1520    |
|      | Cuitláhuac    | 1520         |
|      | Cuauhtémoc    | 1521–1525    |

Källa: